# Michelle O'Neill
Michelle Doris, coniugata O'Neill (Fermoy, 10 gennaio 1977), è una politica irlandese, primo ministro dell'Irlanda del Nord dal 3 febbraio 2024, prima esponente del suo partito a ricoprire tale carica. È vicepresidente dello Sinn Féin dal 2018 ed è membro dell'Assemblea legislativa (MLA) per il Mid Ulster dal 2007.
O'Neill ha fatto parte del Dungannon and South Tyrone Borough Council dal 2005 al 2011. È stata la prima donna sindaco di Dungannon e South Tyrone dal 2010 al 2011.

## Biografia
Michelle O'Neill è nata in un'importante famiglia repubblicana irlandese ed è cresciuta nel villaggio di Clonoe, nella contea di Tyrone. Suo padre Brendan Doris (detto Basil) è stato imprigionato per un periodo come attivista dell'IRA, suo zio Paul Doris era presidente di NORAID, un'organizzazione irlandese-americana che sostiene principalmente il movimento repubblicano in Irlanda attraverso donazioni. Si è formata presso la St. Patrick's Academy a Dungannon. Dopo aver frequentato la scuola, ha iniziato un apprendistato commerciale, che ha interrotto dopo l'Accordo del Venerdì Santo nel 1998 per dedicarsi al lavoro politico nel Sinn Féin.
Nelle elezioni per l'Assemblea dell'Irlanda del Nord nel 2007, 2011 e 2016, è stata eletta all'Assemblea dell'Irlanda del Nord nel collegio elettorale del Mid Ulster. Dal 9 maggio 2007 al 25 marzo 2011 è stata membro della commissione parlamentare per l'istruzione e vicepresidente della commissione per la sanità, i servizi sociali e la sicurezza pubblica. Dal 16 maggio 2011 al 30 marzo 2016, è stata Ministro dell'agricoltura e dello sviluppo rurale nel governo regionale dell'Irlanda del Nord e Ministro della salute dal 25 maggio 2016. In qualità di ministro, ha avviato il trasferimento della sede del Ministero da Belfast a Ballykelly nella contea di Londonderry nel 2015.
Dopo che Martin McGuinness, il precedente leader del gruppo del Sinn Féin, ha dichiarato il suo ritiro dalla politica nel parlamento di Belfast per motivi di salute, Michelle O'Neill è stata eletta come nuovo leader del gruppo il 23 gennaio 2017. Il 10 febbraio 2018, Mary Lou McDonald è stata eletta come nuovo leader del partito del Sinn Féin e O'Neill come suo successore in qualità di vice. Nel novembre 2019, O’Neill è stata confermata in carica, contro la quale si era opposto il membro del parlamento regionale John O’Dowd.
A seguito delle elezioni per l'Assemblea dell'Irlanda del Nord del 2022 in cui lo Sinn Féin risulta primo partito, O'Neill diventa Primo ministro designato in quanto leader del partito: l'ostruzionismo del Partito Unionista Democratico impedisce però la formazione del governo.
Il 3 febbraio 2024 viene ufficialmente nominata Primo ministro a seguito del successo delle trattative con gli unionisti.

## Vita privata
Michelle O'Neill rimase incinta all'età di 16 anni. Sposò Paddy O'Neill quando ne aveva 18. Insieme hanno due figli. Si sono separati nel 2014. I suoi hobby sono gli "sport gaelici" (calcio gaelico, hurling). È membro della locale Gaelic Athletic Association Clonoe O'Rahillys.